# Harecastle Tunnels

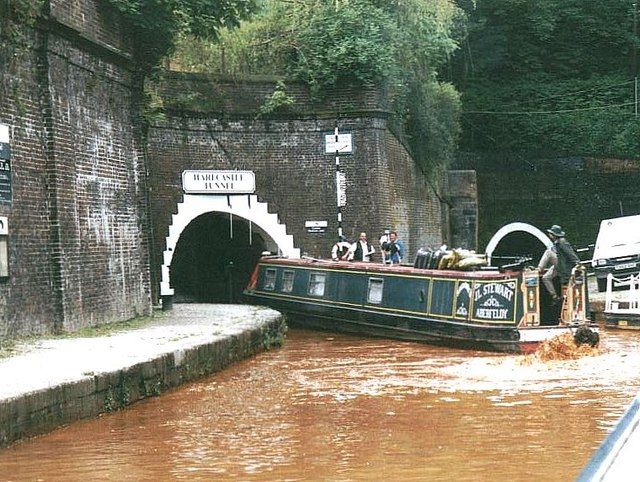
Harecastle noordelijke ingang

De Harecastle Tunnel is een kanaaltunnel in het Trent and Mersey Canal tussen Kidsgrove en Tunstall in Staffordshire. De tunnel heeft een lengte van 2,6 kilometer was ooit een van de langste van het land. Het werd aangelegd voor het transport van steenkool naar de aardewerkfabrieken van Wedgwood. Het kanaal loopt onder de 195 meter hoge Harecastle Hill in de buurt van Goldenhill, dat weer het hoogste district in Stoke-on-Trent is.
De eerste tunnel werd aangelegd door kanaalingenieur James Brindley. Na de markering van de route begon de bouw in 1766. Eerst werden  verticale schachten gemaakt en aangekomen op het gewenste niveau groef men horizontaal verder door de rotsen van schacht naar schacht. Brindley overleed in 1772 en hij heeft de opening in 1777 niet meer meegemaakt.
De tunnel was heel smal en er was geen ruimte voor een jaagpad. De schepen werden door de tunnels gevoerd door "legging": hierbij ligt de schipper op zijn rug of op zijn zij op de boot en zet zich met zijn voeten af tegen de tunnelwand of dak. Dit is zwaar werk en de gemiddelde reistijd door de tunnel was zo'n drie uur. De tunnel kreeg ook zijaftakkingen naar de steenkolenmijnen rond Goldenhill. De boten konden direct steenkool laden waarmee het transport van de kolen naar boven werd vermeden. De tunnels zorgden ook voor de afvoer van water uit de mijnen. De capaciteit van de tunnel was al snel onvoldoende.
In 1820 werd John Rennie gevraagd de tunnel te inspecteren. Hij trof de tunnel in slechte staat aan, er zaten loszittende bakstenen, de tunnel was verzakt en het kanaal dichtgeslibd. Hij vond het gevaarlijk en adviseerde de tunnel een jaar te sluiten voor herstelwerkzaamheden. Met het advies deed de kanaalbeheerder niets. Eind 1821 overleed Rennie en Thomas Telford werd om advies gevraagd. 
Hij adviseerde een tweede en grotere tunnel parallel aan de oude. Hij schatte de bouwkosten op £ 60.000. In het voorjaar van 1824 werden diverse aannemers uitgenodigd en Pritchard & Hoof kreeg uiteindelijk de opdracht. Er werden 15 schachten gegraven en eenmaal op de juiste diepte werd het kanaal verder horizontaal uitgegraven. Omdat er vanuit veel schachten werd gewerkt ging het werk bijzonder snel. De eerste tunnel had een bouwtijd van 11 jaar, maar nu duurde de bouw slechts drie jaar en in 1827 werd de tunnel opgeleverd. De tunnel vergde een investering van £ 113.000. Deze tunnel had wel een jaagpad, de paarden trokken de boten met een kortere reistijd tot gevolg. De twee tunnels waren lange tijd gelijktijdig in gebruik, met een tegengestelde vaarrichting.
De oudste tunnel werd in 1904 gesloten. Het verkeerde in slechte staat en er was instortingsgevaar. De Telford-tunnel bleef alleen over. In 1914 werd de eerste sleepboot in dienst gesteld. Deze trok zo’n 30 boten tegelijk door de tunnel. In 1931 volgde een tweede sleepboot.
Door verzakkingen raakte ook deze tunnel buiten gebruik. Het werd tussen 1973 en 1977 gerestaureerd waarbij het jaagpad werd verwijderd en de ventilatie verbeterd. De Telford-tunnel is nog altijd in gebruik, maar alleen geschikt voor eenrichtingsverkeer. De passage wordt gereguleerd met verschillende tijden voor de schepen die naar het noorden of zuiden willen reizen. De ventilatie wordt verzorgd door grote elektrische ventilatoren bij het zuidportaal.